# 木曽川本川橋

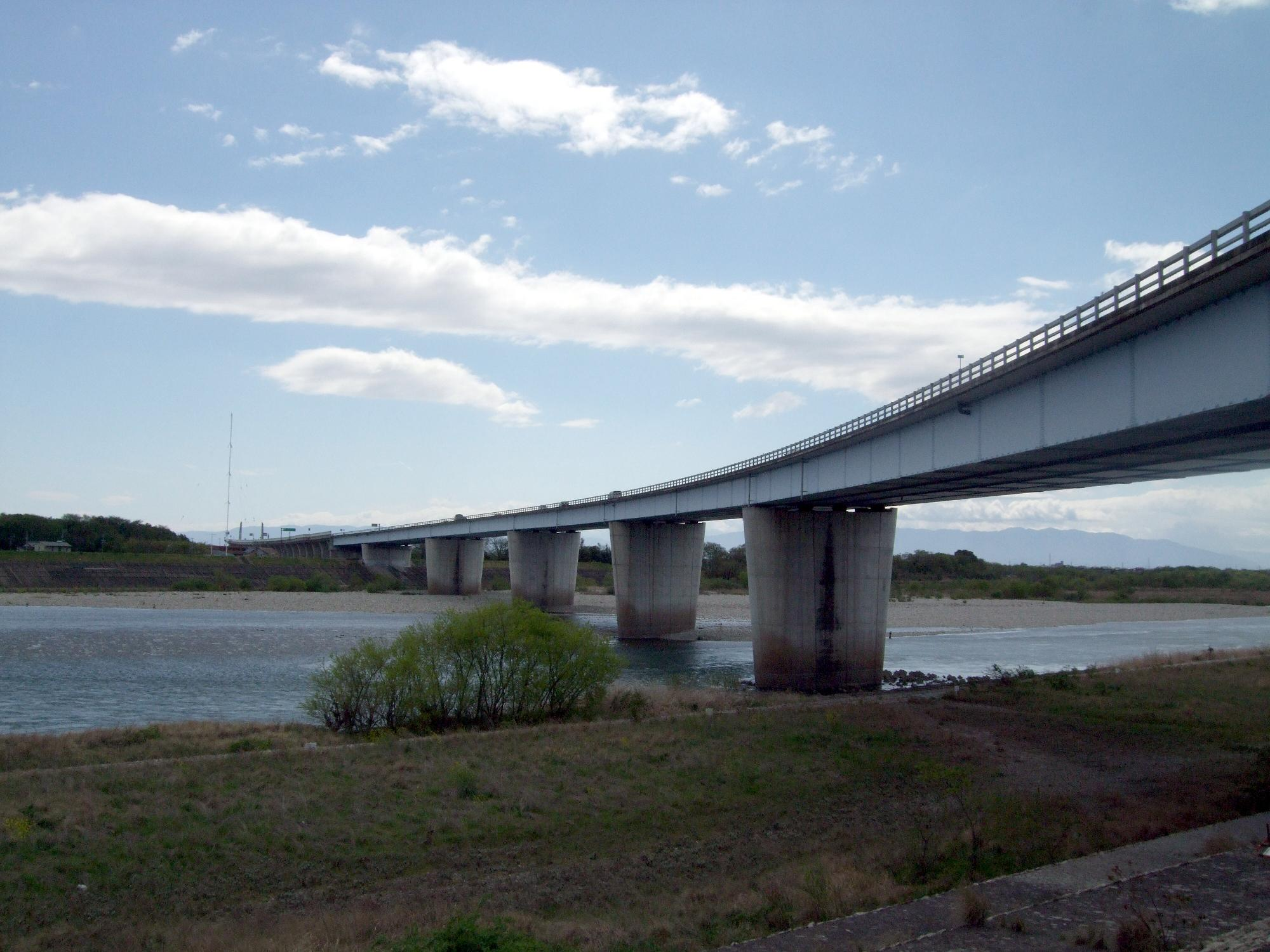
木曽川本川橋

木曽川本川橋（きそがわほんせんきょう）は、岐阜県各務原市の木曽川に架かる、東海北陸自動車道の一宮木曽川IC - 川島PA間にかかる桁橋である。

## 概要
- 供用：1997年（平成9年）3月24日

一宮木曽川IC - 岐阜各務原IC開通時
- 延長：598.0 m
- 区間：各務原市川島笠田町 - 各務原市川島北山町
- 構造：鋼3径間・曲線箱桁橋

上り線、下り線ともに、2箱桁の4主桁から成る。架橋工事方法は以下のとおりである。
1. 2箱桁中の1箱桁を手延べ送り出し工法で架設する。
2. 残りの3箱桁は、この架設桁上を自動車運搬台車で引き出す。
3. 引き出された桁は、桁降下設備によって降下され、桁同士を連結する。

## その他
木曽川三派川地区のため、木曽川は3つに分流（南派川、本川、北派川）している。東海北陸自動車道にはそれぞれ、木曽川南派川橋、木曽川本川橋、木曽川北派川橋が架橋されている。なお、木曽川の標識（表示）がされているのは木曽川本川橋のみである。
この橋の周りでは、過去にも何回か水難事故が起きている。